# Kádár József (tanár)
Kádár József (Várfalva, 1850. január 23. – Dés, 1939. február 12.) erdélyi magyar tanár, szakíró, közéleti személyiség.

## Életpályája
Tanulmányait az unitáriusok tordai gimnáziumában kezdte, ahol már a 3. osztályban tanítványokat is kapott.
Az iskola önképzőkörének munkájából is kivette részét, annak Remény és Viola című lapjába cikkeket írt és szerkesztette is őket.
Az 5. osztály elvégzése után Kolozsváron, az unitárius kollégiumba került.
1871-ben lett teológus, és a gimnázium 1-4. osztályában tanított földrajzot és görög nyelvet.
1873-ban a tordai gimnáziumba köztanítónak nevezték ki, ahol az 1-2. osztálynak latint és természetrajzot tanított.
1874-ben seniornak (iskolafőnök) nevezték ki. A fölajánlott papi állást azonban nem fogadta el, hanem Budapestre ment, a polgári iskolai tanítóképzőbe, ahol 1876-ban szerzett oklevelet nyelv- és történettudományi tárgyakból, és még ez évben kinevezték tanárnak, majd később igazgatónak a dési polgári iskolába.
Itteni munkája során ifjúsági önképzőköröket alapított, ő volt az alapítója a Szolnok-Doboka vármegyei Tanítótestületnek is, valamint ő volt a Szolnok-Doboka Megyei Történelmi, Irodalmi és Ethnográphia Társulat jegyzője, és ő szerkesztette annak kiadványait is.
Tudományos munkáit több lap; a Szolnok-Doboka, az 1848-49 Történelmi Lapok az Aranyos vidéke, a Keresztény Magvető, a Magyar Polgár és a Magyar Nép című lapok közölték.
Első nagyobb munkája a Dési Református Egyházközség története 1848-49 (Dés, 1896) volt, az egyházközség később örökös főgondnokává is választotta.
Tízéves kutatómunkájának eredményeként született meg Szolnok-Dobokavármegye monographiája.  című, közel négyezer oldalas, hét kötetes műve, melyet saját költségén jelentetett meg 1901-1905 között, Désen.
E munkája a magyar vármegyékről írt művek közül máig a legjelentősebbnek tekinthető.
1939. február 12-én Désen halt meg.
Halála után a korabeli sajtó Kádár Józsefet a Szamosok völgye Orbán Balázsa-ként emlegette.
Emléktábláját 2002. május 30-án avatták fel Désen.

## Főbb művei
- A Dési Református Egyházközség története 1848-49 (Dés, 1896)
- Kádár József: Szolnok-Dobokavármegye monographiája I–VII. Közrem. Tagányi Károly, Réthy László, Pokoly József. Deés [!Dés]: Szolnok-Dobokavármegye közönsége. 1900–1901.
- Szamosújvár, szabad város - a vár és uradalom története (Dés, 1903)
- Székváros nagyközség története (Dés, 1904)

## Kéziratban maradt műve
- Babonák és szokások Deés vidékéről (1892, e munkáját Kiss Ferenc tette közzé 2001-ben)